# Г'їлані (футбольний клуб)
Футбольний клуб «Г'їлані» або просто «Г'їлані» (алб. Klubi Futbollistik Gjilani; Gjilani) — професіональний косовський футбольний клуб з міста Г'їлані.

## Історія
Клуб створений у 1995 році братами Насер і Ридван Ізмаїлі, що живуть у місті Малишево.

## Досягнення
Кубок Косова
- Володар (1): 1999/00
- Фіналіст (2): 2001/02, 2022/23

 Суперкубок Косова
- Володар (1): 1999/00